# Wermelskirchen
Wermelskirchen est une ville allemande du land de Rhénanie-du-Nord-Westphalie, dans l'arrondissement de Rhin-Berg, au sud-est de Remscheid, à l'est de Burscheid et de Leichlingen et au nord de Kürten et Odenthal entre les grandes villes de Cologne à 35 km au sud et de Düsseldorf à 45 km au nord. 
35 878 habitants y résident. Le centre-ville est construit avec des maisons à colombages, typiques de la région. La ville est entourée par plusieurs réseaux naturels, notamment le plus grand barrage d'eau douce en Allemagne de l'Ouest nommé Große Dhünntalsperre.

## Histoire de la ville
| Appartenances historiques Comté de Berg 1186-1380 Duché de Berg 1380-1806 Grand-duché de Berg 1806-1813 Royaume de Prusse (Province de Juliers-Clèves-Berg) 1815-1822 Royaume de Prusse (Province de Rhénanie) 1822-1918 République de Weimar 1918-1933 Reich allemand 1933-1945 Allemagne occupée 1945-1949 Allemagne 1949-présent |

Peuplé depuis le VIIe siècle, le village fut pour la première fois nommé dans un document écrit en 1150. L'église Saint Barthélemy fut construite en 1200. Au Moyen Âge, le village faisait partie du duché de Berg. 
Durant l'époque de la Hanse allemande, le village devint de plus en plus important et obtint ses droits de ville en 1871. En 1938, la ville de Wermelskirchen a fusionné avec les communes de Dabringhausen et de Dhünn, nommées d'après la rivière du même nom. Durant la Seconde Guerre mondiale, certaines parties de la ville ont été détruites et 80 personnes sont mortes durant l'année 1944 seulement.

## Attractions touristiques
- Große Dhünntalsperre
- Plusieurs maisons historiques et typiques pour la région transformées en petits musées

## Jumelages
- Loches (France) depuis 1974, en Touraine
- Forst (Lausitz)  (Allemagne) depuis 1990, en Lusace, dans l'ancienne RDA

## Personnalités
- Robert Bodewig, historien et archéologue allemand
- Uwe Boll, réalisateur allemand
- Otto Brass, homme politique allemand
- Gerhard Braun, homme politique allemand
- Friedrich Wilhelm Dörpfeld, pédagogue allemand
- Thomas Kleine, joueur de football allemand
- Dominique Kusche, actrice allemande
- Carl Leverkus, chimiste allemand
- Christian Lindner, homme politique allemand
- Frank Plasberg, journaliste et modérateur de télévision allemand
- Gustav Preyer, peintre allemand
- Dennis Schmidt, joueur de football allemand
- Julius Trip, architecte allemand
- Johannes Vogel, homme politique allemand
- Susanne Vogel, actrice allemande